# Ctenophora (Ctenophora) guttata
Ctenophora (Ctenophora) guttata is een tweevleugelige uit de familie langpootmuggen (Tipulidae). De soort komt voor in het Palearctisch gebied.